# Antonio Russo
Antonio Russo était un reporter de guerre italien qui est mort assassiné à Tbilissi peu après la fin de la seconde guerre de Tchétchénie.

## Biographie
Il suivit des cours de philosophie à l'université de Rome « La Sapienza ».
Il travaillait pour Radio Radicale, une radio généraliste, à diffusion nationale, liée aux Radicaux italiens, mais qui est reconnue par le gouvernement italien comme une radio d'intérêt général, notamment dans le domaine politique.
L'autopsie a conclu qu'il avait été battu à mort.

## Distinctions
- 2000 : Prix Saint-Vincent du journalisme, à titre posthume.